# Пінясов Яків Максимович
Я́ків Макси́мович Піня́сов (мокш. Яку Пинясов; *29 грудня 1913, с. Мордовська Поляна тепер Зубово-Полянського району Мордовії — †22 травня 1984, м. Саранськ) — мокшанський поет, прозаїк, радіожурналіст.

## Життєпис
Народився в родині мокшанського фермера Максима Пінясова. Закінчив Саранський педагогічний (1931) та Московський редакційно—видавничий (1934) технікуми.
1932 — перекладач сектора національної літератури видавництва видавництва «Молода гвардія» (Москва), літературний редактор журналу «Колхозонь эряф» («Колгоспне життя», Саранськ), вчитель мокшанської мови та літератури Стародракінської середньої школи Ковилкінського району, редактор Мордовського радіокомітету.
Народний (1983), заслужений (1963) письменник, лауреат Державної премії (1970) Мордовської Автономної Радянської Соціалістичної Республіки (МАРСР).
Був мобілізований до лав сталінської армії. Нагороджений медалями за участь у Другій світовій війні.

## Літературна діяльність
Творчу діяльність розпочав наприкінці 20—их рр. ХХ ст. Основу збірок «Эряфсь панжи» («Життя квітує», 1933), «Эряфсь аськоляй инголи» («Життя крокує вперед», 1934), «Тол» («Вогонь», 1945) тощо склали вірші про сільське життя, успіхи в розбудові національної мокшанської культури, є також цікава пейзажна лірика.
Пінясов один з небагатьох мокшанських авторів, якому поталанило бути перекладеним низкою європейських мов. Його твори виходили друком в Англії, Болгарії, Угорщині, Німеччині, Китаї, Румунії, Чехії, Словаччині.

## Твори для дітей
Новели, казки, оповідання, повісті П. присвячені дітям. Автор зображує в них життя села і міста, сім'ї та школи, світ тварин та рослин, веселі випадки, ігрові ситуації. Твори Пінясова спонукають дітей до пізнання навколишнього світу, прояву фантазії, природного почуття добра, справедливості, залучають до читання, навчають бачити красу мокшанського слова («Кода Гришка якась Москуву» — «Як Гришко їздив до Москви», 1949; «Золотань цятконят» — «Золоті іскри», 1955; «Акша орнят» — «Білі шубки», 1958; «Пацят» — «Крила», 1964 тощо).
Автор майже 70 книжок для дітей, більшість з яких перекладено іноземними мовами (найбільше російською). Збірка оповідань «Звичайні рукавички» 7 разів перевидані в Москві (РФ), повість «Голосний брат» — 2 рази.

## Твори
- Живые фонарики: Забавные истории, загадки и сказки / Пер. Н. Богданова.— М., 1956
- Дедушкин полюс: Забавные истории и рассказы / Пер. Н. Богданова.— М., 1963
- Сиянь путерькскат: Расскаст, ёфкст и пьесат.— Саранск, 1978.